# Eupithecia josefina
Eupithecia josefina es una especie de polilla de la familia Geometridae. La especie fue descrita por primera vez por William Schaus habiendo sido descrita en 1913, con distribución en Costa Rica. El sintipo de la especie fue descrita en los alrededores de San José. La envergadura es de unos 17 milímetros (0,7 plg). Las alas anteriores son de color marrón grisáceo claro.